# Bürgerblock
Als Bürgerblock wurden in der Schweiz und in Österreich während der Zwischenkriegszeit Regierungskoalitionen bürgerlicher Parteien mit klar anti-sozialistischer Stoßrichtung bezeichnet. Ähnlich verwendete man den Ausdruck in der Weimarer Republik.

## Schweiz
Nach dem Übergang zum Proporz für die Nationalratswahlen verlor die Freisinnig-Demokratische Partei (FDP) ihre absolute Mehrheit im Parlament. Die aufstrebende Sozialdemokratische Partei der Schweiz (SPS), die späteren Sozialdemokraten, positionierten sich gleichzeitig als klar systemkritische Macht in der Opposition zur bestehenden bürgerlichen Ordnung. Durch die Gründung der Kommunistischen Partei der Schweiz und später der verschiedenen Parteien und Gruppierungen der Frontenbewegung entstanden links und rechts vom bestehenden politischen Spektrum weitere Oppositionsparteien, die ebenfalls klar in Opposition zur bestehenden Rechts- und Staatsordnung standen. Die FDP bildete als Antwort auf diese Herausforderung zusammen mit der Konservativ-Katholischen Partei (KK), der späteren Christlichdemokratische Volkspartei (CVP), und seit 1936 auch mit der Bauern-, Gewerbe- und Bürgerpartei (BGB) eine informelle Koalition, die als «Bürgerblock» bezeichnet wurde. Auf dem Prinzip der freiwilligen Konkordanz teilten die Bürgerblockparteien, die zusammen über eine klare Mehrheit im Parlament verfügten, die Sitze im Bundesrat untereinander auf:
- 1919–1929: 5 Sitze FDP, 2 Sitze KK
- 1929–1943: 4 Sitze FDP, 2 Sitze KK, 1 Sitz BGB

Die Aufnahme der SPS in den Bundesrat 1943 bzw. die Einrichtung der Zauberformel 1959 markierte das Ende des eigentlichen Bürgerblocks. Der Begriff wird in der schweizerischen Polit-Berichterstattung aber bis heute gelegentlich als Sammelbegriff für die bürgerlichen Parteien in der schweizerischen Regierung verwendet.

## Österreich
In Österreich entstand 1920 eine Regierungskoalition zwischen der Christlich-sozialen Partei und den beiden deutschnationalen Parteien, der Großdeutschen Volkspartei und dem Landbund, die als «Bürgerblock» bezeichnet wurde. Die Koalition hatte eine klar anti-sozialistische Stoßrichtung.